# Rodolfo Castillo Morales
Rodolfo Castillo Morales (ur. 1941, zm. 2011) – argentyński terapeuta, twórca metody terapeutycznej Castillo Moralesa.

## Życiorys
Młodość spędził w prowincji Entre Ríos, gdzie od najmłodszych lat stykał się z problemami miejscowych robotników, w tym Indian. Obserwował też ich życie, zachowania i obyczaje, w szczególności zwracając uwagę na specyficzne kontakty osobiste w ich rodzinach. Występował też jako mim, co było charakterystyczne dla jego zainteresowań metodyką komunikacji międzyludzkiej. Zajmował się też modelowaniem z gliny.
Ukończył studia medyczne w argentyńskiej Córdobie, a także przeszedł szkolenie w zakresie terapeutycznego wsparcia osób poddawanych rehabilitacji. Zdobywał też umiejętności praktyczne w ośrodkach rehabilitacyjnych. Wykształcenie terapeutyczne uzupełniał w Madrycie.
Studiował i stosował wiele metod terapeutycznych, a w szczególności zainteresowała go metoda Bobath, która stała się dlań inspiracją do tworzenia zrębów własnej metodyki terapeutycznej. Przeprowadził wiele rozmów osobistych z Bertą Bobath i jej mężem, twórcami metody Bobath. Po ukończeniu szkoleń otworzył (wraz z przyjaciółmi) niewielkie centrum rehabilitacji w Córdobie. Podczas tworzenia swojego systemu wykorzystał obserwacje dokonane wśród Indian.
W 1977 po raz pierwszy przedstawił w Europie własne pomysły i metody oparte na masażu motorycznych obszarów ciała i twarzy dla dzieci z hipotonią mięśni. Spędził rok w Monachium, w tamtejszym Centrum Dziecięcym, gdzie doskonalił swoją metodę i pogłębiał wiedzę. Ośrodek w Córdobie, dzięki wsparciu kampanii Sonnenschein München, do roku 2006 był systematycznie powiększany.